# Сем Бернс
Сампсон Гордон „Сем“ Бернс (23. октобар 1996 — 10. јануар 2014) био је американац који је боловао од прогерије. О њему је Ејч-Би-Оу направио документарни филм.

## Прогерије
Његови родитељи Скот Бернс и Лесли Гордон су добили дијагнозу да Сем болује од прогерије када је имао мање од две године. Отприлике годину дана касније организовали су Фондацију за проналазак прогерије како би се на време открила ова болест.

## Смрт
Умро је у петак, 10. јануара 2014. године од компликација узрокованих због прогерије са 17 година.